# 장중
장중(중국어 간체자: 章钟, 정체자: 章鍾, 병음: Zhāng Zhōng, 1978년 9월 5일 ~ )은 중국의 체스 선수이다. 1998년 중국에서 9번째로 그랜드마스터가 되었다. 같은 체스 선수인 리뤄판과 결혼하였다.